# Eitel Cantoni
Eitel „Danilo“ Cantoni (* 4. Oktober 1906 in Montevideo; † 6. Juni 1997 ebenda) war ein uruguayischer Automobilrennfahrer.

## Karriere
Eitel Cantoni war einer der vielen Südamerikaner, die Ende der 1940er und Anfang der 1950er Jahre nach Europa kamen. 1952, nach einem fünften Platz beim Großen Preis von Buenos Aires, gründete Cantoni die Escuderia Bandeirantes. Für diese Rennmannschaft fuhren auch Gino Bianco und Chico Landi.
Die Escuderia vertraute auf Rennfahrzeuge der Marke Maserati. Cantoni selbst war 1952 bei drei Läufen zur Weltmeisterschaft am Start. Sein Debüt gab er beim Großen Preis von Großbritannien in Silverstone auf einem Maserati A6GCM. Nach einem Bremsdefekt musste er schon in der ersten Runde aufgeben. Seine beste Platzierung war der elfte Rang beim Großen Preis von Italien in Monza.
Am Ende des Jahres wurde er Siebter beim Gran Premio di Modena und Neunter beim AVUS-Rennen in Berlin.

## Statistik

### Statistik in der Automobil-Weltmeisterschaft

#### Gesamtübersicht
| Saison | Team                   | Chassis        | Motor           | Rennen | Siege | Zweiter | Dritter | Poles | schn. Rennrunden | Punkte | WM-Pos. |
| ------ | ---------------------- | -------------- | --------------- | ------ | ----- | ------- | ------- | ----- | ---------------- | ------ | ------- |
| 1952   | Escuderia Bandeirantes | Maserati A6GCM | Maserati 2.0 L6 | 3      | −     | −       | −       | −     | −                | −      | NC      |
| Gesamt | Gesamt                 | Gesamt         | Gesamt          | 3      | −     | −       | −       | −     | −                | −      |         |

#### Einzelergebnisse
| Saison | 1 | 2 | 3 | 4   | 5   | 6 | 7  | 8 |
| ------ | - | - | - | --- | --- | - | -- | - |
| 1952   |   |   |   |     |     |   |    |   |
|        |   |   |   | DNF | DNF |   | 11 |   |

| Legende  | Legende            | Legende                                                          |
| Farbe    | Abkürzung          | Bedeutung                                                        |
| -------- | ------------------ | ---------------------------------------------------------------- |
| Gold     | –                  | Sieg                                                             |
| Silber   | –                  | 2. Platz                                                         |
| Bronze   | –                  | 3. Platz                                                         |
| Grün     | –                  | Platzierung in den Punkten                                       |
| Blau     | –                  | Klassifiziert außerhalb der Punkteränge                          |
| Violett  | DNF                | Rennen nicht beendet (did not finish)                            |
| Violett  | NC                 | nicht klassifiziert (not classified)                             |
| Rot      | DNQ                | nicht qualifiziert (did not qualify)                             |
| Rot      | DNPQ               | in Vorqualifikation gescheitert (did not pre-qualify)            |
| Schwarz  | DSQ                | disqualifiziert (disqualified)                                   |
| Weiß     | DNS                | nicht am Start (did not start)                                   |
| Weiß     | WD                 | zurückgezogen (withdrawn)                                        |
| Hellblau | PO                 | nur am Training teilgenommen (practiced only)                    |
| Hellblau | TD                 | Freitags-Testfahrer (test driver)                                |
| ohne     | DNP                | nicht am Training teilgenommen (did not practice)                |
| ohne     | INJ                | verletzt oder krank (injured)                                    |
| ohne     | EX                 | ausgeschlossen (excluded)                                        |
| ohne     | DNA                | nicht erschienen (did not arrive)                                |
| ohne     | C                  | Rennen abgesagt (cancelled)                                      |
| ohne     | keine WM-Teilnahme |                                                                  |
| sonstige | P/fett             | Pole-Position                                                    |
| sonstige | 1/2/3/4/5/6/7/8    | Punktplatzierung im Sprint-/Qualifikationsrennen                 |
| sonstige | SR/kursiv          | Schnellste Rennrunde                                             |
| sonstige | *                  | nicht im Ziel, aufgrund der zurückgelegten Distanz aber gewertet |
| sonstige | ()                 | Streichresultate                                                 |
| sonstige | unterstrichen      | Führender in der Gesamtwertung                                   |